# Jim Fung
Jim Fung (Fung Chuen Keung; en chino tradicional, 馮傳強; en chino simplificado, 冯传强; pinyin, Féng Chuán Qiáng; Hong Kong, 16 de mayo de 1944 – Sídney, 18 de marzo de 2007) fue un maestro del arte marcial de wing chun kung fu.
Comenzó a entrenar wing chun bajo Chu Shong-tin en 1960 y ha sido su alumno directo desde entonces.
En su adolescencia, Jim Fung viajó a Australia para estudiar derecho en la Universidad de Adelaida. Comenzó a enseñar Wing Chun en su International Wing Chun Academy (previamente conocida como la C.K. Wing Chun Kung Fu School) en 1973. 
En 1975 Jim Fung fue nombrado director vitalicio de Ving Tsun Athletic Association. 
Jim Fung escribió dos libros - Wing Chun Kung Fu (1981) y The Authentic Wing Chun Weapons (1984). En 1985 hizo un video instruccional sobre wing chun.
Jim Fung falleció en su hogar en Sídney el 18 de marzo de 2007.